# Любимовский сельский совет (Гуляйпольский район)
Любимовский сельский совет (укр. Любимівська сільська рада) — входит в состав
Гуляйпольского района
Запорожской области
Украины.
Административный центр сельского совета находится в 
с. Любимовка.

## Населённые пункты совета
- с. Любимовка